# دراکات (ماساچوست)
دراکات، ماساچوست
دراکات (به انگلیسی: Dracut) شهرکی در شهرستان میدلسکس ایالت ماساچوست می‌باشد که در سال ۱۷۰۱ بنیان‌گذاری شده‌است. این شهرک در سرشماری سال ۲۰۱۰ میلادی، ۲۹٬۴۵۷ نفر جمعیت داشته‌است.